# La argentinidad al palo
La argentinidad al palo è il settimo album in studio del gruppo rock argentino Bersuit Vergarabat, pubblicato nel 2004.

## Tracce

### Disco 1:Se es
1. Coger no es amor
2. La soledad
3. Va por chapultepec
4. Convalescencia en Valencia
5. Fisurar
6. Al olor del hogar
7. La argentinidad al palo
8. Ades tiempo
9. El baile de la gambeta
10. No seas parca
11. Como un bolu
12. La cavalera

### Disco 2:Lo que se es
1. Shit Shit Money Money
2. Porno Star
3. La oveja negra
4. Otra sudestada
5. Zi zi zi
6. Hecho en Buenos Aires
7. Mariscal tito
8. Y no está solo...
9. Pájaro negro
10. Murga de la limousine
11. El viento trae una copla